# 阳明园 (日本)
阳明园，为位于日本的一处中国式园林。阳明园今位于日本中江藤树纪念馆内。园林以明朝大儒王阳明命名。
中江藤树（1608年－1648年），为日本历史上著名儒学者和教育家，被尊称为“近江圣人”。中江藤树活动于日本德川幕府的初期。中江藤树是日本阳明学派的奠基人之一。
阳明园位于日本今滋贺县高岛郡安昙川町字上小川。园内建有“阳明亭”。